# إرشاد الصحة النفسية العيادية
إرشاد الصحة النفسية العِيادية مهنة مستقلة، لِتعلُّمها والتدرب عليها وممارستها عياديًّا معاييرُ وطنية. يستند استشاريُّو الصحة النفسية العيادية إلى «مفهوم العافية»، الذي يَستهدف الأداء الإنساني الأمثل على الصعيد العقلي والجسدي والروحاني معًا، هربا من الضيق والاختلال الوظيفي والمرض النفسي. ويرون العافية وعلم الأمراض تدرُّجيَّيْن تطوُّريين، وعند تقييم المريض ووصف علاجه يضعون في حسبانهم كل جوانب بيئته. وكثيرا ما ينتهجون نهجا جماعيا، فيتعاونون مع غيرهم من اختصاصيي الصحة النفسية، لإحاطة العميل بأشمل رعاية ممكنة.

## آراء تاريخية

### آراء المتقدمين في صحة النفس ومرضها
إنّ أقدم رأي في صحة النفس ومرضها نجده في الفلسفة اليونانية القديمة. وصل أبقراط -الذي يُعد أبا الطب- مزاج المرء وميوله السلوكية بالتوازن النسبي لسوائل جسمه. كان يرى أن اختلال تلك السوائل يؤدي إلى اختلال سلوكي. نظّر فلاسفة يونانيون آخرون -منهم أفلاطون- أن الاختلالات السلوكية نابعة من مشكلات مجتمعية تتطلب حلولا جماعية. وكان تعزيز السعادة والعافية من المباحث الرئيسية لقدامى اليونانيين والرومانيين. دعا أبيقور (مؤسس مذهب اللذة) إلى أسلوب حياة لَذِّيّ، لكنه حذر من خطر الألم إذا ما مُنعت الملذات. وأما إبكتيتوس، فرأى أن الناس لا تضايقهم الأشياء نفسها، بل رأيهم هم في تلك الأشياء، ومن ثَم دعا إلى اتخاذ السلام النفسي وسيلة إلى علاج تلك الاضطرابات والاختلالات.
استُحدث في العصور الوسطى علاجات للمرض النفسي، منها الوحشي ومنها الإنساني. ومعظم السلوكات التي تعذر تفسيرها عُزي إلى أسباب خارقة، وإلى أن البشر تحتدم في بَواطنهم حرب لا هوادة لها بين الخير والشر. كان الناس يخضعون لاختبار يُدعى «اختبار الماء»، لمعرفة إذا ما كانوا أشرارًا أو برفقة شيطان. لكن في القرنين التاسع والعاشر استُحدثت في بغداد ودمشق علاجات إنسانية، وكانت دور رعاية المرضى النفسيين قائمة على الحب والرفق. ثم تقهقرت الإنسانية في القرن السادس عشر حين تأسست المستشفيات المدعوة «مستشفيات المجانين» لإيواء من لا يسعه الاعتناء بنفسه، فقد كانت تلك المؤسسات فظيعة، وكان الناس فيها يقيَّدون ويُنبذون غارقين في فضلاتهم. في أواخر القرن الثامن عشر أَخذ أُناس في إصلاح النظام، واستحدثوا ما كان يُدعى «علاجا أخلاقيا». كان من ذلك العلاج جداول للسلوك الإنتاجي والتواصل الاجتماعي والترفيه والتعليم والتمرين والتغذية.

### أصول هذا الإرشاد
في أوائل القرن العشرين لم يكن هذا الإرشاد قد اتُّخذ بعد لعلاج مشكلات الصحة النفسية، وإنما كان منصبًّا على التعليم. وضع فرانك بارسونز، المعروف بِأَبي الإرشاد، خطة لتعليم المرشدين، وأسس «حركة الإرشاد المهني». كان مهتما بمشكلات الشباب، إذ صارت بطالتهم مصدر همّ لهم، بعد ازدياد التحضر وقلة العمل والدخل المستقرَّين اللذَين كانت توفرهما الحياة الزراعية. في ذلك الوقت كان المرشدون يُعَدون مرشدين مهنيين، ومن هنا تمهد الطريق لصورة الإرشاد المعاصرة. في الوقت نفسه ألّف كليفورد بيرز -وكان مريضا نزيلا بمستشفيات الصحة النفسية- كتابا يفضح ما في مؤسسات الصحة النفسية من ظروف شنيعة، ودعا إلى إصلاحها. بعدئذ أسس بيرز «اللجنة الوطنية للطهارة النفسية»، التي صار اسمها لاحقا «الجمعية الوطنية للصحة النفسية». كان جيسي ديفيس أول واحد يجعل الإرشاد جزءا لا يتجزأ من المنهج الدراسي. كان مشْرفا وداعيا لما صار بعدئذ التوجيه والإرشاد المدرسي.
أثناء الكساد الكبير ازدهر مجال الإرشاد المهني وأساليبه، إذ كانت الحاجة إليه حينئذ ماسّة. في 1932 وَضع جون بُرُوَر كتاب «التعليم بصفته إرشادًا» الذي حض على توسيع مجال الإرشاد، فلا يظل مقصورا على الإرشاد المهني. اقترح أن يشارك كل معلِّم في تطبيق أساليب الإرشاد، وأنها يجب أن تكون في كل المناهج الدراسية. في الأربعينيات أخذ كارل روجرز يطوِّر الإرشاد والعلاج النفسي. كان يرى أن العميل أدْرى بحاله، وأنه الأقدر على تبيين احتياجاته، وعلى اختيار نهج الإرشاد الأمثل بناء على أهم مشكلاته وأَحْوجها إلى العلاج. وضّح روجرز أنه لا يتعاطى علم النفس، وأن الدورات التي قدمها ودرّس فيها كانت تابعة للقسم التعليمي.
لفتت الحرب العالمية الثانية الأنظار إلى أهمية الاختبارات وتعيين الفرد في مكانه الملائم، إذ اشتدت الحاجة إلى اصطفاء المتخصصين وتدريبهم، للمجالين العسكري والصناعي. وكان للمرشدين وعلماء النفس ما يلزم من المهارات لتلبية هذه الاحتياجات الماسة. في تلك الأثناء كان لِآلاف الجنود احتياجات ناتجة عن تجاربهم في الحرب. في 1945 وَفرت لهم «إدارة قدامى المحاربين» خدمات إرشادية احترافية بعد قضائهم الخدمة العسكرية، ومنحت طلاب الإرشاد وعلم النفس رواتب وتدريبات، فتَعزز الدعم والتدريب المتاحان للمرشدين. كان هذا بداية الإنفاق الحكومي الذي نراه اليوم على إعداد المرشدين. دُرب علماء النفس العياديون على تشخيص المصابين باضطرابات مزمنة وعلى علاجهم، ودُرب علماء النفس الإرشاديون على التعامل مع المشكلات التي يَعرضها المصابون بمستويات عالية من الاضطرابات النفسية. من أجل ذلك ظهرت فئة جديدة من علماء النفس، وتغيَّر اسم «قسم الإرشاد والتوجيه» التابع «لجمعية علم النفس الأمريكية» إلى «قسم علم النفس الإرشادي».

### تَمْهين إرشاد الصحة النفسية
في الخمسينيات بدأت تنكشف عيوب في نظام الصحة النفسية الموجود آنذاك، وكانت تُستحدث علاجات عقارية فعالة يمكن توفيرها في العيادات الخارجية. فظهرت من ثَم حاجة إلى عيادات مجتمعية، لكن المشكلة كانت محدودية التوصل إلى خدماتها. كان سَن «قانون الصحة النفسية المجتمعية» في 1963 مهمًّا جدا في تأسيس مهنة الإرشاد ونموها. بعدما حللت الحكومة مشكلات الأمراض النفسية والعلاجات الفعالة، رأى الرئيس جون كينيدي أن وجود مراكز علاجية عالية الجودة في مجتمعات المرضى قد يؤدي إلى التخلص التدريجي من المستشفيات النفسية الحكومية، ويحسّن نظام الصحة النفسية الأمريكي.